# Chrysolina ogloblini
Chrysolina ogloblini es un coleóptero de la familia Chrysomelidae.
Fue descrita científicamente en 2000 por Mikhailov.